# Young Enterprise
|  | Sammenskrivningsforslag Artiklen Young Enterprise er foreslået føjet ind i Fonden for Entreprenørskab. (Siden februar 2021) Diskutér forslaget |

Young Enterprise Danmark er et tidligere navn for den organisation, som i dag hedder Fonden for Entreprenørskab. Det er en non-profit organisation, som arbejder for at udbrede entreprenørskab i uddannelserne,
så flere unge får kompetencer inden for innovation, entreprenørskab og iværksætteri.
Indtil sommeren 2015 hed organisationen Fonden for Entreprenørskab - Young Enterprise, men nu hedder organisationen kun Fonden for Entreprenørskab. Fonden er en del af den verdensomspændende organisation JA Worldwide. 
Fonden for Entreprenørskab arbejder med hele uddannelsessektoren, dvs. både grundskoler, ungdomsuddannelser og videregående uddannelser. Organisationen har et administrativt hovedkontor placeret i Odense, og et kontor i København. Hertil kommer 8 regionale afdelinger med egne bestyrelser, herunder også en i Grønland.  

## Eksterne referencer
- Fonden for Entreprenørskab
- Junior Achievement Europe Arkiveret 9. maj 2013 hos  Wayback Machine

55°24′14.81″N 10°23′8.4″Ø / 55.4041139°N 10.385667°Ø